# Skabiose
Skabiose (Scabiosa) er en slægt med ca. 100 arter, som er udbredt i Østafrika, Asien og Europa. Det er enårige eller flerårige, urteagtige planter, der kun sjældent bliver træagtige ved jorden. Stænglerne er ikke kantede, og de har ingen torne. Bladene sidder først i en grundstillet roset, men senere dannes der også stængelbladesom er modsat stillede. Bladpladen er hel til fjerdelt. Blomsterne er samlet i flade, endestillede hoveder, der er omgivet af 1-3 kredse af højblade. De yderste, kronbladsagtige og stråleformede blomster er hudtynde og let tandede. De inderste kroner er smalle og næsten rørformede. Frugterne er nødagtige.
Her beskrives kun de arter, som er vildtvoksende i Danmark, eller som bliver dyrket her.
| Beskrevne arter |

- Vellugtende skabiose (Scabiosa canescens)
- Kaukasisk skabiose (Scabiosa caucasica)
- Dueskabiose (Scabiosa columbaria)
- Gul skabiose (Scabiosa ochroleuca)

| Andre arter |

| - Scabiosa africana - Scabiosa atropurpurea - Scabiosa calocephala - Scabiosa caucasica - Scabiosa comosa - Scabiosa cretica - Scabiosa divaricata - Scabiosa graminifolia - Scabiosa japonica | - Scabiosa lucida - Scabiosa micrantha - Scabiosa olgae - Scabiosa palaestina - Scabiosa prolifera - Scabiosa speciosa - Scabiosa stellata - Scabiosa taygetea - Scabiosa tschiliensis |